# Ursula Lehmann-Brockhaus

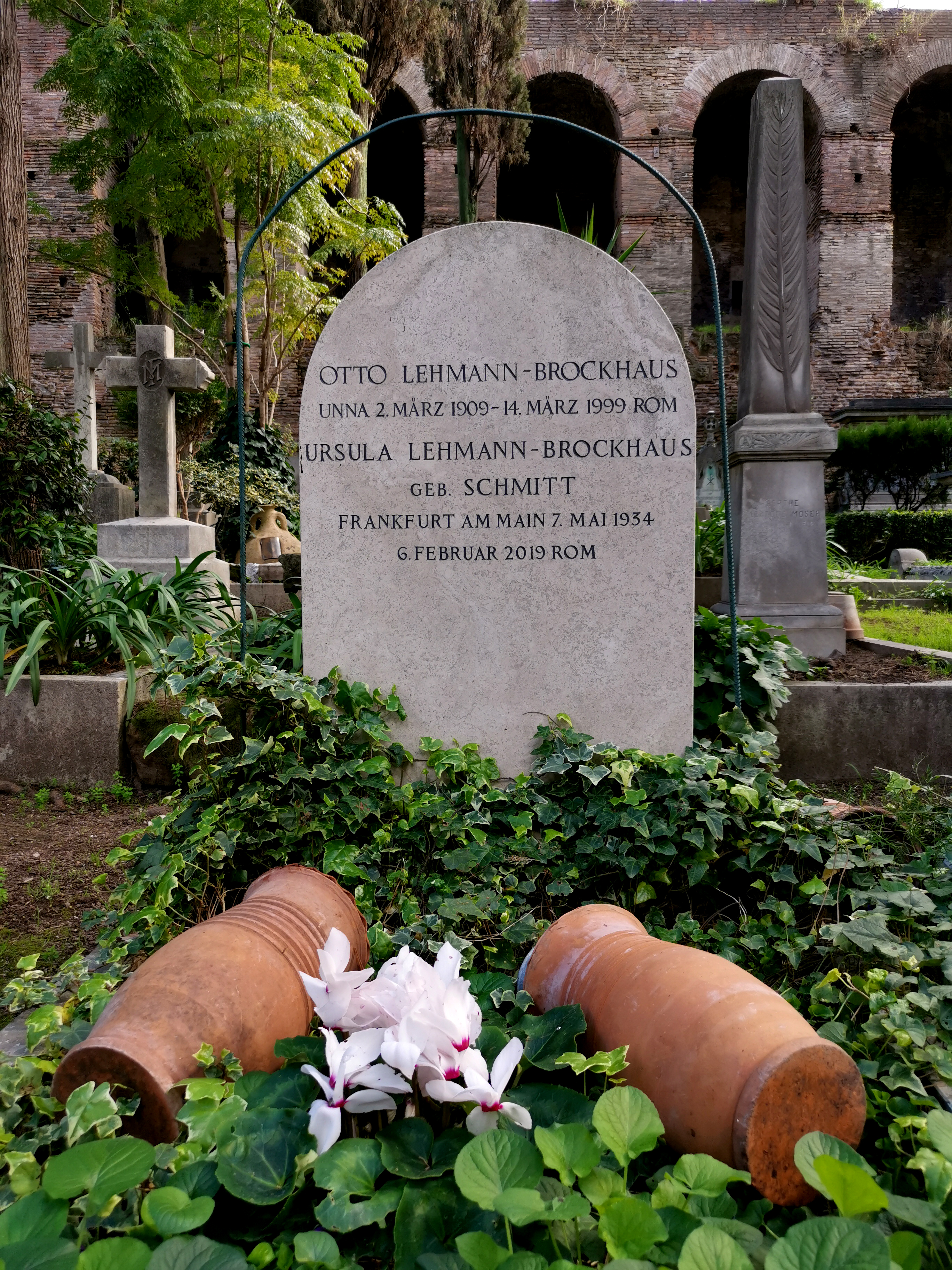
Grab auf dem Nichtkatholischen (Protestantischen) Friedhof Rom

Ursula Lehmann-Brockhaus, geborene Ursula Barbara Schmitt (* 7. Mai 1934 in Frankfurt am Main; † 6. Februar 2019 in Rom), war eine deutsche Kunsthistorikerin mit dem Spezialgebiet der internationalen Kunst nach 1945 in Italien.

## Leben und Werk
Ursula Lehmann-Brockhaus studierte Kunstgeschichte, Archäologie und Paläografie an der Universität München und wurde 1960 mit einer Arbeit über den italienischen Renaissance-Maler Francesco Bonsignori promoviert.
Von 1963 bis 1968 lebte sie in Paris und erstellte dort unter anderem als Assistentin von Jean Dubuffet dessen Werkverzeichnis der Druckgraphik. Über Dubuffet kam sie mit  Asger Jorn in Kontakt, in dessen Auftrag sie das Verzeichnis der Druckgrafiken von Roberto Sebastian Matta erstellte. Von 1968 bis 1973 war sie Assistentin von Werner Haftmann an der Neuen Nationalgalerie in West-Berlin. 
Sie zählt zu den ersten Kunsthistorikern in Deutschland, die Dubuffet, die Künstler der Gruppe CoBrA und die Art Brut ernst genommen haben. Seit 1974 lebte sie in Rom und beschäftigte sich vornehmlich mit der Arbeit Jorns sowie der CoBrA-Künstler und deren Freunde in Italien. So legte sie eine detaillierte Dokumentation des von Jorn in Albisola initiierten Keramik-Symposiums vor. Auch am Verzeichnis der Werke von Jorn arbeitete sie mit.
Ursula Schmitt war mit dem Kunsthistoriker Otto Lehmann-Brockhaus (1909–1999) verheiratet, dem Direktor der Bibliotheca Hertziana. Die Kunsthistorikerin Annegrit Schmitt war ihre Schwester.

## Schriften (Auswahl)
- Francesco Bonsignori. In: Münchner Jahrbuch der bildenden Kunst; 3. Folge, Bd. 12, München 1960, S. 73–152 (Zugl.: München, Univ., Diss., 1960)
- mit Noël Arnaud: Jean Dubuffet. Grafik / Jean Dubuffet. Gravures et lithographies. Ausstellungskatalog Silkeborg Kunstmuseum und Werkverzeichnis, Silkeborg 1961 (Bd. 1) und 1966 (Bd. 2)
- Matta. Silkeborg Kunstmuseum, Silkeborg 1969 (1970 in Deutscher Übersetzung von der Nationalgalerie Berlin herausgegeben)
- Hans Uhlmann. Leben und Werk. Text von Werner Haftmann, Œuvreverzeichnis der Skulpturen von Ursula Lehmann-Brockhaus. Schriftenreihe der Akademie der Künste, Bd. 11, Berlin: Gebr. Mann, 1975. ISBN 3-7861-6194-1
- Asger Jorn. Keramik.  Ausstellungskatalog Silkeborg Kunstmuseum / Badisches Landesmuseum Karlsruhe, Silkeborg 1991
- Asger Jorn in Italien. Werke in Keramik, Bronze und Marmor. 1954–1972. Ausstellungskatalog Silkeborg Kunstmuseum, Villa Stuck, München, Silkeborg 2007.  ISBN 87-87932-96-2 (italienische Ausgabe: Roma: Campisano, 2012. ISBN 978-88-98229-03-1)
- „Incontro internazionale della ceramica“. Albisola, Sommer 1954. Appel, Baj, Corneille, Dangelo, Jorn, Matta in der Werkstatt Mazzotti Giuseppe. Rom: Campisano 2013. ISBN 978-88-88168-95-1
- Asger Jorn. Die Jahre in Italien 1954–1973. Rom: Campisano 2021. ISBN 978-88-85795-32-7